# ONE OK ROCK
ONE OK ROCK(원 오크 락)은 일본의 록 밴드이다.

## 밴드 활동 내력

### 밴드의 결성(2005~2006)
원오크락은 고등학생 시절 토루 야마시타에 의해 시작되었다. 그는 그 당시 힙합댄스 그룹의 멤버였던 료타 코하마에게 밴드의 베이스 기타를, 학교 선배인 알렉스 오니자와에게 리드 기타를, 동급생인 유우에게는 드럼을 맡아줄 것을 권유했다. 그 당시 타카 모리우치는 다른 밴드의 일원이었지만 토루에 제안에 의해 원오크락의 보컬로서 함께하게 되었다. ‘아뮤즈‘와 계약한 이후, 유우는 밴드에 함께하지 못했다. 그 당시 토모야 칸키는 이미 다른 밴드 멤버의 일원이었는데, 2006년 원오크락에 합류했고 2007년 공식 멤버가 되었다.

### 데뷔 초기(2007~2009)
그들의 데뷔 싱글인 'Naihishinsho(內秘心書 , 내비심서)'는 오리콘 48위를 기록했고, 15,000장의 음반을 팔았다. 그들의 두 번째 싱글인 ‘Yume Yume (ゆめゆめ, 유메 유메)’ 역시 오리콘 차트에서 43위라는 좋은 성적을 거두었다. 두 싱글 뒤에 그들은 2007년 '제이타쿠뵤우(Zeitakubyō)'라는 데뷔 앨범을 내고, 도쿄- 오사카- 나고야를 잇는 첫 번째 투어 ( Tokyo-Osaka-Nagoya Quattro Tour)를 성황리에 마쳤다.
이어서 그들은 2008년 11월 ‘Kanjou Effects (感情 Effects, 감정 이펙트) 앨범을 발표했다. 그들은 이 앨범에 웨스턴 사운드를 반영하고자 했다. 이를 위해 작업 스텝 멤버를 교체하고, 새 프로듀서들에게 자문을 받았다고 한다.
그러나 2009년 4월 알렉스가 열차 안에서 21세 여대생을 성추행한 혐의로 체포되고, 그 혐의를 인정했다. 이러한 어려움으로 5월 6일 발매 예정으로 드라마
‘갓핸드 테루’의 테마 노래로 사용될 예정이었던 ‘Around the World Shounen(小年)’ 싱글과 전국 투어가 모두 취소되었다. 또한 2009년 5월 원오크락은 미국으로 돌아가고 싶어 하는 알렉스 없이 활동을 계속한다고 밝혔다.

이에 따라 토루가 리드 기타 역할을 대체하게 되었다.

### Niche Syndrome 과 Zankyo Reference (2010~2012)
알렉스를 제외한 4인 체재로, 밴드는 2010년 2월 3일 ‘Kanzen Kankaku Dreamer (완전 감각 드리머) ’싱글을 발표했다. 이 음반은 주간 오리콘 차트 9위를 기록했다. 이어서 2010년 6월 9일 4번째 스튜디오 앨범인 ‘Niche Syndrome’ 을 발표했고, 6일 동안 센다이, 오사카, 나고야, 후쿠오카, 도쿄에 있는 zepp 뮤직홀 등에서 콘서트를 했다.( This is my own judgement!)
잇따라 2010년 11월 28일 도쿄의 일본무도관에서 마지막 콘서트를 진행하고, 2011년 2월 6일 콘서트 DVD를 발매했다. (This is My Budokan?!)
다음 싱글인 ‘Answer is Near’은 2011년 2월 16일에 발표되었다. 또한 2011년 4월부터 7월까지 6 곳의 zepp 뮤직홀 과 세 곳의 공연장에서 투어를 했다. (The Answer is Alive 2011 tour)
2011년 6월 20일, 첫 번째 더블 에이 사이드 싱글인 'Re: make/ No Scared’를 발표했는데, 이 중 한 노래가 비디오 게임인 블랙★록 슈터의 테마 송으로 쓰였다. 잇따라 밴드의 5번째 앨범인 ‘Zankyo Reference’는 2011년 10월 5일에 발매되었고, 11월에서 12월 중 14일 동안 콘서트 ( Zankyo Reference Tour)를 했다. 또한, 원오크락은 요코하마 아레나에서 이 앨범에 대한 마지막 콘서트를 2012년 6월 21과 22일 이틀간 개최하였다. 이 공연장에서 원오크락은 24,000명이 넘는 관객과 함께하였다. Zankyo Reference Tour와 요코하마 아레나 공연 영상을 담은 DVD는 2012년 5월 30일에 발매되었다.
2011년 원오크락은 여러 음악 페스티벌에 참가하였다. 2011년 6월, SETSTOCK 2011과, 대한민국에서 개최된 지산 밸리 락 페스티벌에 참가하고 잇따라 8월 6일에서 8일까지 ROCK IN JAPAN FESTIVAL, 섬머 소닉 페스티벌, Monster Bash 페스티벌 등에 참가하였으며 2011년 마지막으로 라디오 크레이지 (Radio Crazy) 와 카운트다운 재팬 (Countdown Japan) 행사에 참가하였다.
또한 원오크락은 2012년 5월에서 6월까지 일본을 포함한 대한민국, 대만, 싱가폴에서의 월드 투어 (Start Walking The World)를 했는데, 9mm 파라블럼 블릿], 아베 마오, 헬로 슬립워커스 보관됨 2016-06-10 - 웨이백 머신, 그리고 크로스페이스가 게스트 무대를 섰다. 또한 2012년 그린데이, 프란츠 퍼디난드, 리한나와 함께 ROCK IN JAPAN FESTIVAL 메인 무대에 섰고, 또한 오가 나마하게 록 페스티벌(Oga Namahage Rock Festival) 과 스위트 러브 샤워 ( Sweet Love shower 2012)에서도 메인 무대에 섰다.
2012년 8월 22일 싱글 “The Beginning”을 발표했고, 이 싱글은 영화 바람의 검심(Rurouni Kenshin, 2012)의 테마 노래로 사용되었으며, 오리콘 차트 5위를 기록하였다.

### 人生×僕= (Jinsei×Boku) 와 월드 투어(2013-2014)
2013년 , 그들은 싱글 'The Beginning"을 통해 MTV 비디오뮤직 어워드 재팬 2013에서 ' 최우수 록 비디오 상' 을 받았고, Space Shower Music Video Awards에서 베스트 유어 초이스 상을 받았다.
현재 "The Beginning"은 가장 인기있는 밴드 음악 중 한 곡이며, 유투브에서 1억만 이상의 뷰를 얻으며, 가장 많이 시청된 일본 락 비디오가 되었다. 잇따라2013년 3월 6일 6번째 앨범인 人生×僕= (Jinsei×Boku)를 발매했고, 주간 오리콘 차트 2위를 기록했다.
2013년 10월 아시아 이외의 지역에서도 첫 번째 투어를 했는데, 우선, 유럽을 방문해 5번의 콘서트를 했다. 그 중 4번의 콘서트는 오픈 후 얼마 되지 않아 금방 매진되었고, 11월 10일에는 예스24 라이브홀(구 악스코리아)에서 내한공연을 했다. 2014년 2월 그들은 미국 뉴욕과 LA에서 각각 한 번씩 콘서트를 했으며, 필라델피아와 토론토에서도 콘서트를 개최하였다. 또한, 콜럼버스에서 개최된 ‘ Rock on the Range ’ 페스티벌에 참가하였다.
5월 16일 그들의 유럽과 아시아 투어 영상이 담긴 다큐멘터리 영화 'FOOL COOL ROCK ' 이 개봉되었고, 몇몇의 극장에서 4주동안 상영되었다. 이 영화는 히로유키 나카노 감독에 의해 제작되었으며, 2014년 11월 DVD와 Blu-ray가 발매되었다.

### 35xxxv와 월드 투어 그리고 미국 데뷔(2014-2015)
2014년 6월 30일 원오크락은 새로운 싱글 'Mighty Long Fall 과 Decision을 발매했다. 이 중 'Decision'은 그들의 다큐멘터리 필름인 "FOOL COOL ROCK"의 테마송으로 쓰였던 곡이다. 'Decision'의 뮤직비디오는 2014년 8월 20일 공개되었고, 이 영상은 그들의 유럽과 아시아 투어에서의 몇몇 장면들을 포함하고 있다.
또한, 앨범 수록 곡 중 Heartache는 바람의 검심 : 전설의 최후 편 (Rurouni Kenshin)의 테마송이 되었다.
2014년 9월 원오크락은 요코하마 스타디움에서 2일간의 콘서트를 개최했다. (Mighty Long Fall Live at Yokohama Stadium 2014) 첫 번째 스타디움 공연이었는데, 그들은 60,000명의 관중들 앞에서 노래를 불렀다.
2014년 후반기, 원오크락은 미국, 남미, 유럽 투어를 시작했다. 우선 10월에 미국에서 개최되는 Knotfest 에 참가했다. 그 이후, 11월 그들은 남미의 칠레, 아르헨티나, 브라질, 페루 그리고 멕시코 와 12월 유럽의 프랑스, 이탈리아, 스위스, 독일, 덴마크, 스웨덴, 네덜란드, 벨기에, 영국, 그리고 러시아에서 방문해 콘서트를 진행했다. 이때 미국과 영국의 공연에서는 Ghost Town 과 함께했고, 유럽의 공연에서는 Tonight Alive , Mallory Knox와 함께했다.
2014년 12월 16일 원오크락은 발매 예정인 앨범의 이름과 커버를 공개했고, ' 35xxxv'라는 이름의 이 앨범은 2015년 10월 17일 공개되 빌보드 히트시커스 앨범 차트에 20위로 진입했으며, 17위에까지 올랐다.
이후, 원오크락은 일본에서 개최될 콘서트 'ONE THOUSAND MILES TOUR 2016 ' 준비를 위해 올타임 로우, PVRIS와 함께 일본에 돌아왔다.
2015년에는 7월에 사이타마슈퍼 아레나에서 35xxxv japan tour를 했고 9월에는 마쿠하리 멧세 이틀 추가공연도 하였고 9말부터 10월까지 북미투어를 하였고 이후 유럽투어를 하고 2016년에는 한국, 홍콩, 대만, 필리핀, 태국, 싱가포르 등 동남아시아에서 아시아 투어를 하였다. 그리고 유명한 유럽 록 페스티벌 Download Festival, ROCK AM RING, pink pop festival, ROCK IM PARK 등에 참여하고 활발하게 해외 활동을 하고 있다.

### Ambitions와 세계 투어 (2016~)
2016년 3월 11일, 일본 이동통신사 NTT 도코모의 CM 송인"Always Coming Back"이라는 노래를 발표했다
또한 2016년 대형 공연장인 nagisaen에서 'special live in nagisaen'콘서트를 개최하여 2일동안 110,000명의 관객을 동원하였다. 이 라이브에서 그들은 자신들이 이루어 온 것들, 이제부터 이루어 갈 것들 그리고 지금까지의 심정에 대해 솔직하게 털어놓았다.
그 후 2017년 1월 정규앨범 'Ambitions'를 발매하여 미국 차트의 상위권을 차지하였다. Ambitions는 말 그대로 세계를 향한 원오크락의 포부를 담은 앨범이며, 그만큼 음악 스타일이 많이 변했다는 평을 들었다. 수록곡 중 하나인 'Take what you want'의 가사는 원오크락의 보컬인 Taka가 변한 음악 스타일로 인해 떠나간 팬들에게 보내는 마음을 담고 있다.
2017년 일본의 자동차 회사 'HONDA'의 광고모델이 되어 'GO, VANTAGE POINT.'라는 문구와 함께 광고에 출연했다.

## 밴드명의 유래
매일 학교가 끝나고 연습을 시작한 시간이 언제나 오전 1시(one o'clock)였던 일로부터, 이 밴드명이 붙여졌다.
〈ONE OK ROCK〉 이외에도 〈택시즈〉라고 하는 후보가 있었다.

## 구성원

### 현재 멤버
| Taka  | Taka | Toru   | Toru |
| ----- | --- | ------ | --- |
|       | - 본명 : 모리우치 타카히로(森内貴寛) - 생일 : 1988년 4월 17일 - 출신지 : 일본 도쿄도 - 혈액형 : A형 - 보컬 |        | - 본명 : 야마시타 토오루(山下亨) - 생일 : 1988년 12월 7일 - 출신지 : 일본 오사카 - 혈액형 : O형 - 기타 · 보컬   |
| Ryota | Ryota | Tomoya | Tomoya |
|       | - 본명 : 코하마 료타(小浜良太) - 생일 : 1989년 9월 4일 - 출신지 : 일본 오사카 - 혈액형 : B형 - 베이스      |        | - 본명 : 칸키 토모야(神吉智也) - 생일 : 1987년 6월 27일 - 출신지 : 일본 효고현 다카사고시 - 혈액형 : A형 - 드럼 |

### 이전 멤버
- Alex - (2009년 5월 13일 탈퇴) Guitar
- Tomo (본명: 코야나기 유) - (2006년 탈퇴) Drums

## 음반 작품

### 싱글
| 매 | 발매일           | 타이틀                                                                               | 최고 순위 |
| -- | ---------------- | ------------------------------------------------------------------------------------ | --------- |
| 1  | 2007년 4월 25일  | 内秘心書Keep It Inside 내비심서                                                      | 48위      |
| 2  | 2007년 7월 25일  | 努努-ゆめゆめ-Absolutely 유메유메-유메유메-                                          | 43위      |
| 3  | 2007년 10월 24일 | エトセトラEto Setora 에토세토라                                                      | 29위      |
| 4  | 2008년           | 必然メーカーNecessary Maker 필연메이커                                               | —         |
| 5  | 2008년           | 恋ノアイボウ心ノクピドLove Companion, Cupid of the Heart 사랑의 파트너 마음의 큐피트 | —         |
| 6  | 2010년 2월 3일   | 完全感覚Dreamer 완전 감각 Dreamer                                                    | 9위       |
| 7  | 2010년           | じぶんROCK 지분 락                                                                   | —         |
| 8  | 2011년 2월 16일  | アンサイズニアAnswer is Near 앤서 이즈 니어                                          | 6위       |
| 9  | 2011년 7월 20일  | Re:make/NO SCARED                                                                    | 6위       |
| 10 | 2012년 8월 22일  | The Beginning                                                                        | 5위       |
| 11 | 2012년           | the same as...                                                                       | —         |
| 12 | 2013년 1월 9일   | Deeper Deeper/Nothing Helps                                                          | 2위       |
| 13 | 2013년           | Clock Strikes                                                                        | —         |
| 14 | 2014년 7월 30일  | Mighty Long Fall/Decision                                                            | 2위       |
| 15 | 2015년           | The Way Back - Japanese Version                                                      | —         |
| 16 | 2016년           | Always Coming Back                                                                   | —         |
| 17 | 2016년           | Taking Off                                                                           | —         |
| 18 | 2016년           | Bedroom Warfare                                                                      | —         |
| 19 | 2016년           | I was King                                                                           | —         |
| 20 | 2017년           | We Are                                                                               | —         |

### 앨범
| 매 | 발매일           | 타이틀                              | 최고 순위 |
| -- | ---------------- | ----------------------------------- | --------- |
| 1  | 2007년 11월 21일 | ゼイタクビョウ 사치병               | 15위      |
| 2  | 2008년 5월 28일  | BEAM OF LIGHT                       | 17위      |
| 3  | 2008년 11월 12일 | 感情エフェクト 감정 이펙트          | 13위      |
| 4  | 2010년 6월 9일   | Nicheシンドローム Niche 신드롬      | 4위       |
| 5  | 2011년 10월 5일  | 残響リファレンス 잔향 레퍼런스      | 2위       |
| 6  | 2013년 3월 6일   | 人生×僕＝ 인생×나＝                 | 2위       |
| 7  | 2015년 2월 11일  | 35xxxv                              | 1위       |
| 8  | 2015년 9월 25일  | 35xxxv (Deluxe Edition)             | 3위       |
| 9  | 2017년 1월 11일  | Ambitions (Japanese version)        | 1위       |
| 10 | 2017년 1월 13일  | AMBITIONS (English version)         | 4위       |
| 11 | 2019년 2월 13일  | Eye of the storm (Japanese version) |           |
| 12 | 2019년 2월 15일  | EYE OF THE STORM (English version)  |           |

### 자주 제작반
| 발매일           | 타이틀                    | 최고 순위 |
| ---------------- | ------------------------- | --------- |
| 2005년 12월 21일 | Do you know a Christmas？ |           |
| 2006년 7월 26일  | ONE OK ROCK               |           |
| 2006년 12월 16일 | Keep it real              | 102위     |

### DVDs
| 발매 일      | 제목                                                    |
| ------------ | ------------------------------------------------------- |
| 2008. 3. 19  | Yononaka Shredder                                       |
| 2011. 2. 16  | THIS IS MY BUDOKAN?!                                    |
| 2012. 3. 30  | "Zankyo Reference" TOUR in YOKOHAMA ARENA               |
| 2013. 10. 9  | ONE OK ROCK 2013 "Jinsei x Kimi ="                      |
| 2014. 11. 12 | "FOOL COOL ROCK!" Movie DVD                             |
| 2015. 4. 29  | ONE OK ROCK 2014 "Mighty Long Fall at Yokohama Stadium" |
| 2016. 4. 6   | ONE OK ROCK 2015 “35xxxv” JAPAN TOUR LIVE & DOCUMENTARY |

## 수상 경력

### 2012년
- MTV 비디오 뮤직 어워드 재팬 2012・Best Rock Video : 《Answer is Near》

### 2013년
- MTV 비디오 뮤직 어워드 재팬 2013・Best Rock Video : 《The Beginning》
- MTV 비디오 뮤직 어워드 재팬 2013・Best Rock Video : 《The Beginning》

### 2014년
- MTV 비디오 뮤직 어워드 재팬 2014・Best Rock Video : 《Be the light》

### 2016년
- SPACE SHOWER MUSIC AWARDS・BEST ACTIVE OVERSEAS
- MTV 유럽 뮤직 어워드・Best Japan Act 수상
- Classic Rock AWARDS 2016・EASTERN BREAKTHROUGH BAND상 수상

### 2017년
- ROCK SOUND AWARDS・Best International Band 수상

### 2018년
- SPACE SHOWER MUSIC AWARDS・BEST GROUP ARTIST
- SPACE SHOWER MUSIC AWARDS・BEST ACTIVE OVERSEAS
- 제4회 ISUM BRIDAL MUSIC AWARDS・《Wherever you are》가 음악상을 수상[2]
- ROCK SOUND AWARDS 2018・Best Live Performance 수상[3]

### 2020년
- SPACE SHOWER MUSIC AWARDS・BEST GROUP ARTIST
- SPACE SHOWER MUSIC AWARDS・ARTIST OF THE YEAR

## 음악 스타일: 앨범
- 원오크락에게 영향을 준 밴드는 린킨 파크, 굿 샬롯과 엘르가든이라고 한다. 첫 번째 앨범에서 굿 샬롯의 그 영향력을 알 수 있다. 밴드가 시작되게 한 영향을 준 밴드는 린킨 파크이다.[4]

- 6번째 앨범인 'Jinsei×Boku=' 을 들어보면, 그들이 린킨 파크와 콜드레인의 스크리밍 창법 등의 영향을 받았음을 알 수 있다.

- 새로운 앨범인 35XXXV는 5 세컨즈 오브 서머, 더 유즈드, 슬리핑 위드 사이렌과 함께 작업한 경험이 있는 프로듀서 John Feldmann과 함께 작업된 앨범이다. 이 앨범은 국내 팬들에 의해 '너무 미국적'이다는 평을 듣기도 했지만, 이 앨범을 통해 처음으로 원오크락은 오리콘 차트 1위를 달성하였다.